# Jean-Marie Zemb
Jean-Marie Zemb, né le 14 juillet 1928 à Erstein (Bas-Rhin) et mort le 15 février 2007 à Lorient, est un linguiste français, spécialiste de la langue allemande.

## Biographie
« Malgré-nous » au sein de la DCA de la Wehrmacht, il suit des études de philosophie à la Sorbonne et à Fribourg-en-Brisgau. Il est lecteur à l'Université de Hambourg entre 1952 et 1961, et publie Aristoteles.
Il passe alors son agrégation pour devenir professeur d'allemand aux lycées Carnot et Paul-Valéry, puis de linguistique appliquée, en 1966, à la Faculté des lettres et des sciences humaines de Besançon. Soutenant une thèse sur « Les Structures logiques de la proposition allemande », il obtient son doctorat en 1968 et devient professeur des universités de linguistique allemande à Paris VIII, Paris III et Paris X jusqu'en 1985.
En 1986, il obtient la chaire de grammaire et pensée allemandes du Collège de France, qu'il détient jusqu'en 1998. L'année suivante, le 11 janvier, il est élu à l'Académie des sciences morales et politiques, dans la section philosophie, au fauteuil du père Raymond Bruckberger.

## Œuvres
- Aristoteles (1963)[1]
- Les structures logiques de la proposition allemande. Contribution à l’étude des rapports entre le langage et la pensée (thèse principale, 1968)
- Grammaire comparée de l'allemand et du français (2 volumes, 1978-1984)
- Gespräche über den deutschen Satz (1994)
- Für eine sinnige Rechtschreibung (1997)
- Non et non ou non ? Entretiens entre un philosophe, un grammairien et un logicien (2007)